# Zjalejka
Zjalejka (ryska: жалейка, även брёлка) är ett ryskt träblåsinstrument. Det är mycket enkelt och av rörbladstyp, med genomträngande och nasala toner.